# Pastorale
El Pastorale («Pastoral») és una obra literària escrita per Francesc Eiximenis a València en llatí entre 1397 i 1400. Fou dedicada al bisbe de València Hug de Llupià i Bages.

## Origen
El Pastorale està dedicat al bisbe de València, Hug de Llupià i Bages a instàncies de Miquel de Miracle, rector de Penàguila, com diu el pròleg del llibre. Possiblement, fou escrit amb motiu de la seua presa de possessió del bisbat de València el 1397 o 1398. O potser, més probablement, amb motiu de la seua arribada a València el 9 d’agost de 1400.

## Estructura i contingut
L’obra consta de cent seixanta-set capítols, dividits en quatre parts, i tracta principalment dels deures i les obligacions dels bisbes, si bé al principi parla de l'estament eclesiàstic en general.
Potser seria equivalent a l’Onzè de Lo Crestià, que no va escriure, en què tenia previst tractar de l'estament eclesiàstic. Ara bé, si considerem que el sacerdoci és també un sagrament, al Desè de Lo Crestià tenia la intenció, així mateix, de tractar dels sagraments.
Aquest llibre segueix el model del clàssic Regula Pastoralis (regla pastoral) de Sant Gregori el Gran, que és un manual per a la vida dels bisbes i sacerdots.

## Edicions
N’existeix una edició incunable impresa a Barcelona per Pere Posa el 5 de desembre de 1495. Això no obstant, recentment se n’ha fet una edició crítica i traducció al català en forma de tesi doctoral. Però aquesta tesi no ha estat editada, i sols està disponible en línia.
Així doncs, malauradament, no disposem encara d’una edició actual d’aquesta obra. Tanmateix, Curt Wittlin en transcriví cinc capítols (des de part del 36 fins al 40) en un interessant article que analitza el dissimulat antimonarquisme i antioligarquisme eiximenià.

## Edicions digitals

### Incunables
- Edició a la Memòria Digital de Catalunya de l'edició incunable impresa a Barcelona per Pere Posa el 5 de desembre de 1495.

### Edicions modernes
- Edició a Tesis doctorals en Xarxa Arxivat 2016-03-16 at Archive.is de l'edició crítica i la traducció al català feta per Montserrat Martínez Checa (Francesc Eiximenis. Pastorale. Edició i traducció. Barcelona. UAB. 1995. LXXXVII+[VIII+450] (Edició i traducció)+12 (Annex)). Tesi doctoral de Montserrat Martínez Checa dirigida per José Martínez Gázquez i llegida a la Universitat Autònoma de Barcelona en 1995.

### ElPastoraledins les obres completes en línia
- Obres completes de Francesc Eiximenis (en català i en llatí) Arxivat 2012-04-02 a Wayback Machine..